# Koczy Zamek

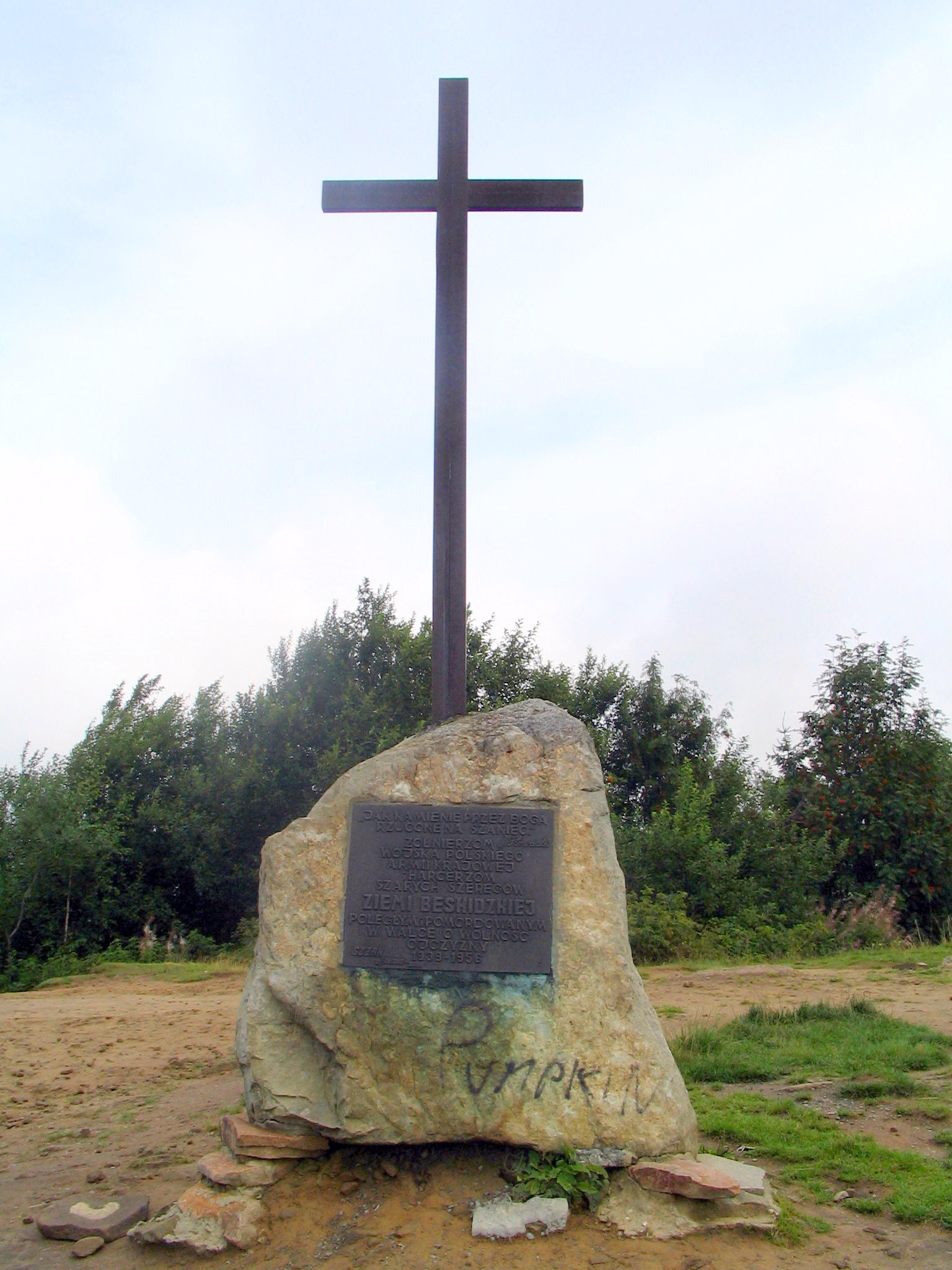
Krzyż na wzniesieniu

Koczy Zamek (847 m n.p.m.) lub Koci Zamek – bezleśne wzgórze w obrębie Międzygórza Jabłonkowsko-Koniakowskiego w zachodniej części polskich Beskidów, we wcześniejszej regionalizacji Jerzego Kondrackiego zaliczane do Beskidu Śląskiego.

## Położenie i geologia
Koczy Zamek wznosi się w grzbiecie, oddzielającym się w niedalekiej Ochodzitej od głównego grzbietu wododziałowego Karpat i biegnącym generalnie w kierunku północnym, ku Przełęczy Koniakowskiej i położonemu za nią Beskidowi Śląskiemu. Grzbiet w którym znajduje się Koczy Zamek jest tu fragmentem głównego wododziału Polski, rozdzielającego dorzecze Soły (Wisły) na wschodzie i dorzecze Olzy (Odry) na zachodzie. Wzniesienie znajduje się w województwie śląskim.
Wzgórze zbudowane jest z piaskowców krośnieńskich serii przedmagurskiej. Zachodnia część wzgórza podcięta jest 10-metrowej wysokości ścianą lokalnego kamieniołomu Koczy Zamek. Od południa tuż pod szczytem przebiega szosa z Koniakowa do Milówki. Po stronie północnej stok wzgórza opada bystro ku Przełęczy Koniakowskiej.

## Etymologia nazwy szczytu
Nazwa, na dawniejszych mapach zniekształcona do formy „Koci Zamek”, według legendy pochodzi od węgierskiego grafa nazwiskiem Kocsi, który miał tu niegdyś mieć swój dwór lub nawet zameczek obronny. W Państwowym Rejestrze Nazw Geograficznych wzniesienie to figuruje dalej pod nazwą Koci Zamek.
„(...) stał tu niegdyś zamek węgierskiego grafa, który przywędrował tu z rodzinnych stron, albowiem ojciec chciał go ożenić z niemiłą mu baronówną. Graf ów, nazwiskiem Kocsi, zakochał się w pięknej Jadwidze, góralce z Koniakowa i ożenił się z nią. Niedługo potem zjechał stary graf. Na wiadomość o ożenku syna z prostą góralką kazał pachołkom porwać Jadwigę. Jeden z nich zabił ją czekanem. Kocsi mszcząc śmierć żony zranił w bitwie ojca, który umarł z powodu odniesionych ran. Na skutek tych tragicznych wydarzeń młody graf, trawiony tęsknotą i rozpaczą dostał pomieszania zmysłów, podpalił zamek i przepadł gdzieś bez śladu. Ruiny zamku rozebrali miejscowi górale. Pozostała jedynie nazwa. Nocami w kamieniołomach pod szczytem coś płacze i zawodzi. Podobno to dusza grafa szuka Jadwigi”.
W rzeczywistości nazwa wzniesienia związana jest raczej z okresem wojen husyckich. Po przegranej bitwie pod Lipanami (1434) powstańcy stanowiący radykalny odłam ruchu husyckiego, taboryci, zmuszeni byli w większości szukać schronienia poza granicami kraju. Wielu z nich udało się do Polski, a drogi ich wiodły często przez tereny księstw cieszyńskiego i oświęcimskiego. Taboryci w czasie swych przemarszów wybierali na dłuższe postoje niewysokie, gołe wzgórza, których szczyt otaczali wieńcem powiązanych łańcuchami wozów, tworząc w ten sposób charakterystyczne dla owych czasów prowizoryczne fortyfikacje. W języku węgierskim słowo „kocsi” (wymawiać: koczi) oznacza wóz, zaś w języku czeskim „kočá” – to kareta, a „koči” – woźnica. Stąd „Koczy Zamek” (lub „Kotczy Zamek”) – to po prostu umocnienie polowe, okrężna fortyfikacja utworzona z wozów. Teorię tę przedstawił (podpierając się starszymi, jeszcze XIX-wiecznymi uwagami) i szereg podobnych „Kocich Zamków” na Pogórzu Karpackim wskazał Franciszek Kotula.

## Turystyka
Szczyt Koczego Zamku jest doskonałym punktem widokowym, łatwo dostępnym w kilka minut z położonego u jego stóp parkingu. Dookolna panorama niewiele ustępuje swym zasięgiem słynnemu widokowi z niedalekiej Ochodzitej. Poniżej kamieniołomu polną drogą wiodą znaki niebieskie szlaku turystycznego ze Zwardonia na Baranią Górę.